# Campeonato Argentino de Futebol de 2022 – Terceira Divisão (Torneo Federal A)
O Torneo Federal A do Campeonato Argentino de Futebol de 2022, também conhecido como Torneo Federal A 2022, foi a décima edição do certame, equivalente à terceira divisão do futebol argentino para clubes indiretamente afiliados à Associação do Futebol Argentino (AFA). A organização do campeonato esteve a cargo do Conselho Federal do Futebol Argentino (CFFA), órgão interno da AFA, responsável pela organização do futebol no interior da Argentina, e contou com a participação de 34 clubes. A temporada que começou em 26 de março e terminou em 12 de novembro, outorgou um único acesso para a segunda divisão de 2023, em contrapartida, rebaixou quatro clubes para o Torneo Regional Federal (quarta divisão) de 2023.
O campeão da edição foi o Club Atlético Racing, da cidade de Córdoba, que levantou seu primeiro título do torneio e foi o único promovido à Primera Nacional de 2023.

## Regulamento
O regulamento dividiu a competição em duas fases: uma fase classificatória no no sistema de pontos corridos com jogos de ida e volta e uma fase eliminatória no sistema "mata-mata" (play-off) em jogos únicos. Na fase classificatória, os participantes foram colocados em duas zonas de 17 times cada: Norte e Sul. Ao final da fase de pontos corridos, os oito melhores times de cada zona se classificaram para a fase seguinte. Enquanto isso, os dois piores colocados de cada zona foram rebaixados para o Torneo Regional Federal. Em caso de igualdade na pontuação durante a etapa classificatória, são critérios de desempate: 1) melhor saldo de gols; 2) mais gols pró; 3) confronto direto (pontos, saldo de gols e gols pró).
A fase final foi dividida em quatro etapas: oitavas de final, quartas de final, semifinal e final. Em caso de igualdade no placar ao final dos 90 minutos do tempo regulamentar, o vencedor foi decidido mediante a cobrança de pênaltis.
Os cinco melhores colocados na classificação final de cada zona participarão da primeira fase da Copa de Argentina de 2023.

## Participantes
| Zona                          | Clube                       | Localidade                                     | Estádio (mando)                    | Liga de origem |
| ----------------------------- | --------------------------- | ---------------------------------------------- | ---------------------------------- | -------------- |
| Sul                           |                             |                                                |                                    |                |
| Argentino (MM)                | Monte Maíz                  | Modesto Marrone                                | Liga Beccar Varela                 |                |
| Cipolletti                    | Cipolletti                  | La Visera de Cemento                           | Liga Deportiva Confluencia         |                |
| Círculo Deportivo             | Comandante Nicanor Otamendi | Guillermo Trama                                | Liga Marplatense                   |                |
| Ciudad de Bolívar             | San Carlos de Bolívar       | Municipal Eva Perón                            | Liga Pehuajense                    |                |
| Deportivo Camioneros          | Nueve de Abril              | Hugo Moyano                                    | Liga Lujanense                     |                |
| Desamparados                  | San Juan                    | El Serpentario                                 | Liga Sanjuanina                    |                |
| Ferro Carril Oeste (GP)       | General Pico                | El Coloso del Barrio Talleres                  | Liga Pampeana                      |                |
| Huracán Las Heras             | Las Heras                   | General San Martín                             | Liga Mendocina                     |                |
| Independiente (C)             | Chivilcoy                   | Raúl Orlando Lungarzo                          | Liga Chivilcoyana                  |                |
| Juventud Unida Universitario  | San Luis                    | Mario Sebastián Diez                           | Liga Sanluiseña                    |                |
| Liniers (BB)                  | Bahía Blanca                | Alejandro Pérez                                | Liga del Sur                       |                |
| Olimpo                        | Bahía Blanca                | Roberto N. Carminatti                          | Liga del Sur                       |                |
| Sansinena                     | General Cerri               | Luis Molina                                    | Liga del Sur                       |                |
| Sol de Mayo                   | Viedma                      | Sol de Mayo                                    | Liga Rionegrina                    |                |
| Sportivo Estudiantes (SL)     | San Luis                    | Héctor Odicino y Pedro Benoza                  | Liga Sanluiseña                    |                |
| Sportivo Peñarol (C)          | Chimbas                     | Ramón Pablo Rojas                              | Liga Sanjuanina                    |                |
| Villa Mitre                   | Bahía Blanca                | El Fortín                                      | Liga del Sur                       |                |
| Norte                         |                             |                                                |                                    |                |
| Atlético Paraná               | Paraná                      | Pedro Mutio                                    | Liga Paranaense                    |                |
| Boca Unidos                   | Corrientes                  | Leoncio Benítez                                | Liga Correntina                    |                |
| Central Norte (S)             | Salta                       | Dr. Luis Güemes Padre Ernesto Martearena       | Liga Salteña                       |                |
| Crucero del Norte             | Garupá                      | Comandante Andrés Guacurarí                    | Liga Posadeña                      |                |
| Defensores de Belgrano (VR)   | Villa Ramallo               | Salomón Boeseldín                              | Liga Nicoleña                      |                |
| Defensores de Pronunciamiento | Pronunciamiento             | Delio Cardozo                                  | Liga Departamental de Colón        |                |
| Douglas Haig                  | Pergamino                   | Miguel Morales                                 | Liga de Pergamino                  |                |
| Gimnasia y Esgrima (CdU)      | Concepción del Uruguay      | Manuel y Ramón Núñez                           | Liga de Concepción del Uruguay     |                |
| Gimnasia y Tiro (S)           | Salta                       | El Gigante del Norte                           | Liga Salteña                       |                |
| Juventud Antoniana            | Salta                       | Fray Honorato Pistoia Padre Ernesto Martearena | Liga Salteña                       |                |
| Juventud Unida (G)            | Gualeguaychú                | De los Eucaliptos                              | Liga Departamental de Gualeguaychú |                |
| Racing (C)                    | Córdoba                     | Miguel Sancho                                  | Liga Cordobesa                     |                |
| San Martín (F)                | Formosa                     | 17 de Octubre                                  | Liga Formoseña                     |                |
| Sarmiento (R)                 | Resistência                 | Centenário                                     | Liga Chaqueña                      |                |
| Sportivo Belgrano             | San Francisco               | Oscar Carlos Boero                             | Liga de San Francisco              |                |
| Sportivo Las Parejas          | Las Parejas                 | 4 de Septiembre                                | Liga Cañadense                     |                |
| Unión (S)                     | Sunchales                   | De la Avenida                                  | Liga Rafaelina                     |                |

### Distribuição geográfica
| Região                    | Total | Clubes |
| ------------------------- | ----- | --- |
| Província de Buenos Aires | 9     | Círculo Deportivo, Ciudad de Bolívar, Defensores de Belgrano (VR), Douglas Haig, Independiente (C), Liniers (BB), Olimpo, Sansinena y Villa Mitre |
| Província de Entre Ríos   | 4     | Atlético Paraná, Defensores de Pronunciamiento, Gimnasia y Esgrima (CdU) y Juventud Unida (G)                                                     |
| Província de Córdoba      | 3     | Argentino (MM), Racing y Sportivo Belgrano |
| Província de Salta        | 3     | Central Norte, Gimnasia y Tiro y Juventud Antoniana                                                                                               |
| Província de San Juan     | 2     | Desamparados y Sportivo Peñarol (C) |
| Província de Río Negro    | 2     | Cipolletti y Sol de Mayo |
| Província de San Luis     | 2     | Juventud Unida Universitario y Sportivo Estudiantes                                                                                               |
| Província de Santa Fé     | 2     | Sportivo Las Parejas y Unión (S) |
| Grande Buenos Aires       | 1     | Deportivo Camioneros |
| Província del Chaco       | 1     | Sarmiento (R) |
| Província de Corrientes   | 1     | Boca Unidos |
| Província de Formosa      | 1     | San Martín |
| Província de La Pampa     | 1     | Ferro Carril Oeste (GP) |
| Província de Mendoza      | 1     | Huracán Las Heras |
| Província de Misiones     | 1     | Crucero del Norte |

## Fase classificatória

### Classificação da Zona Sul
| Pos. | Equipes                      | P  | J  | V  | E  | D  | GP | GC | SG  |
| ---- | ---------------------------- | -- | -- | -- | -- | -- | -- | -- | --- |
| 1    | Olimpo                       | 73 | 32 | 22 | 7  | 3  | 53 | 19 | 34  |
| 2    | Villa Mitre                  | 57 | 32 | 16 | 9  | 7  | 42 | 25 | 17  |
| 3    | Ciudad de Bolívar            | 49 | 32 | 14 | 7  | 11 | 30 | 28 | 2   |
| 4    | Independiente (C)            | 47 | 32 | 12 | 11 | 9  | 33 | 22 | 11  |
| 5    | Sol de Mayo                  | 46 | 32 | 12 | 10 | 10 | 32 | 26 | 6   |
| 6    | Sportivo Estudiantes (SL)    | 46 | 32 | 13 | 7  | 12 | 34 | 29 | 5   |
| 7    | Juventud Unida Universitario | 45 | 32 | 10 | 15 | 7  | 28 | 25 | 3   |
| 8    | Sansinena                    | 42 | 32 | 12 | 6  | 14 | 44 | 42 | 2   |
| 9    | Argentino (MM)               | 40 | 32 | 10 | 10 | 12 | 29 | 34 | −5  |
| 10   | Cipolletti                   | 38 | 32 | 9  | 11 | 12 | 26 | 35 | −9  |
| 11   | Sportivo Peñarol (C)         | 37 | 32 | 9  | 10 | 13 | 31 | 42 | −11 |
| 12   | Liniers (BB)                 | 36 | 32 | 8  | 12 | 12 | 34 | 44 | −10 |
| 13   | Círculo Deportivo            | 36 | 32 | 9  | 9  | 14 | 31 | 40 | −9  |
| 14   | Huracán Las Heras            | 35 | 32 | 8  | 14 | 10 | 23 | 26 | −3  |
| 15   | Ferro Carril Oeste (GP)      | 35 | 32 | 8  | 11 | 13 | 28 | 32 | −4  |
| 16   | Desamparados                 | 34 | 32 | 7  | 13 | 12 | 24 | 36 | −12 |
| 17   | Deportivo Camioneros         | 31 | 32 | 7  | 10 | 15 | 27 | 44 | −17 |

|  | Classificados para a Fase final e para a Copa da Argentina de 2023. |
|  | Classificados para a Fase final.                                    |
|  | Rebaixados para o Torneo Regional Federal Amateur.                  |

### Classificação da Zona Norte
| Pos. | Equipes                       | P  | J  | V  | E  | D  | GP | GC | SG  |
| ---- | ----------------------------- | -- | -- | -- | -- | -- | -- | -- | --- |
| 1    | Racing (C)                    | 68 | 32 | 19 | 11 | 2  | 52 | 16 | 36  |
| 2    | Sarmiento (R)                 | 64 | 32 | 18 | 10 | 4  | 44 | 19 | 25  |
| 3    | San Martín (F)                | 59 | 32 | 17 | 8  | 7  | 56 | 30 | 26  |
| 4    | Central Norte (S)             | 57 | 32 | 15 | 12 | 5  | 44 | 25 | 19  |
| 5    | Gimnasia y Tiro (S)           | 54 | 32 | 15 | 9  | 8  | 35 | 30 | 5   |
| 6    | Douglas Haig                  | 48 | 32 | 13 | 9  | 10 | 42 | 32 | 10  |
| 7    | Sportivo Belgrano             | 48 | 32 | 14 | 6  | 12 | 41 | 34 | 7   |
| 8    | Sportivo Las Parejas          | 46 | 32 | 12 | 10 | 10 | 33 | 33 | 0   |
| 9    | Gimnasia y Esgrima (CdU)      | 44 | 32 | 13 | 5  | 14 | 33 | 39 | −6  |
| 10   | Crucero del Norte             | 40 | 32 | 11 | 7  | 14 | 26 | 45 | −19 |
| 11   | Juventud Antoniana            | 40 | 32 | 11 | 7  | 14 | 34 | 41 | −7  |
| 12   | Boca Unidos                   | 37 | 32 | 8  | 13 | 11 | 34 | 34 | 0   |
| 13   | Defensores de Pronunciamiento | 31 | 32 | 7  | 10 | 15 | 27 | 40 | −13 |
| 14   | Defensores de Belgrano (VR)   | 30 | 32 | 8  | 6  | 18 | 24 | 37 | −13 |
| 15   | Unión (S)                     | 30 | 32 | 8  | 6  | 18 | 30 | 48 | −18 |
| 16   | Atlético Paraná               | 26 | 32 | 6  | 8  | 18 | 25 | 48 | −23 |
| 17   | Juventud Unida (G)            | 23 | 32 | 6  | 5  | 21 | 27 | 56 | −29 |

|  | Classificados para a Fase final e para a Copa da Argentina de 2023. |
|  | Classificados para a Fase final.                                    |
|  | Rebaixados para o Torneo Regional Federal Amateur.                  |

## Fase final
|  | Oitavas de final | Oitavas de final              | Oitavas de final |                    |         | Quartas de final | Quartas de final | Quartas de final |  |  | Semifinais | Semifinais | Semifinais |  |  | Final | Final | Final |  |
|  |                  |                               |                  |                    |         |                  |                  |                  |  |  |            |            |            |  |  |       |       |       |  |
|  | 2                | Racing (C)                    | 2                |                    |         |                  |                  |                  |  |  |            |            |            |  |  |       |       |       |  |
|  | 2                | Racing (C)                    | 2                |                    |         |                  |                  |                  |  |  |            |            |            |  |  |       |       |       |  |
|  | 0150             | Sportivo Las Parejas          | 0                |                    |         |                  |                  |                  |  |  |            |            |            |  |  |       |       |       |  |
|  | 0150             | Sportivo Las Parejas          | 0                |                    | 2       | Racing (C)       | 1                |                  |  |  |            |            |            |  |  |       |       |       |  |
|  |                  |                               |                  |                    | 2       | Racing (C)       | 1                |                  |  |  |            |            |            |  |  |       |       |       |  |
|  |                  |                               | 7                | Central Norte (S)  | 0       |                  |                  |                  |  |  |            |            |            |  |  |       |       |       |  |
|  | 7                | Central Norte (S)             | 7                | Central Norte (S)  | 0       | 2                |                  |                  |  |  |            |            |            |  |  |       |       |       |  |
|  | 7                | Central Norte (S)             |                  |                    |         |                  |                  |                  |  |  |            |            |            |  |  |       |       |       |  |
|  | 10               | Sol de Mayo                   | 0                |                    |         |                  |                  |                  |  |  |            |            |            |  |  |       |       |       |  |
|  | 10               | Sol de Mayo                   | 0                |                    | 2       | Racing (C)       | 2                |                  |  |  |            |            |            |  |  |       |       |       |  |
|  |                  |                               |                  |                    |         |                  |                  |                  |  |  |            |            |            |  |  |       |       |       |  |
|  |                  |                               | 3                | Sarmiento (R)0     | 0       |                  |                  |                  |  |  |            |            |            |  |  |       |       |       |  |
|  | 3                | Sarmiento (R)                 | 3                | Sarmiento (R)0     | 0       | 1                |                  |                  |  |  |            |            |            |  |  |       |       |       |  |
|  | 3                | Sarmiento (R)                 |                  |                    |         |                  |                  |                  |  |  |            |            |            |  |  |       |       |       |  |
|  | 14               | Juventud Unida Universitario0 | 0                |                    |         |                  |                  |                  |  |  |            |            |            |  |  |       |       |       |  |
|  | 14               | Juventud Unida Universitario0 | 0                |                    | 3       | Sarmiento (R)    | 00 (5)0          |                  |  |  |            |            |            |  |  |       |       |       |  |
|  |                  |                               |                  |                    | 3       | Sarmiento (R)    | 00 (5)0          |                  |  |  |            |            |            |  |  |       |       |       |  |
|  |                  |                               | 6                | Ciudad de Bolívar0 | 0 (4)   |                  |                  |                  |  |  |            |            |            |  |  |       |       |       |  |
|  | 6                | Ciudad de Bolívar             | 6                | Ciudad de Bolívar0 | 0 (4)   | 2                |                  |                  |  |  |            |            |            |  |  |       |       |       |  |
|  | 6                | Ciudad de Bolívar             |                  |                    |         |                  |                  |                  |  |  |            |            |            |  |  |       |       |       |  |
|  | 11               | Douglas Haig                  | 0                |                    |         |                  |                  |                  |  |  |            |            |            |  |  |       |       |       |  |
|  | 11               | Douglas Haig                  | 0                |                    | 1       | Racing (C)0      | 00 (5)0          |                  |  |  |            |            |            |  |  |       |       |       |  |
|  |                  |                               |                  |                    |         |                  |                  |                  |  |  |            |            |            |  |  |       |       |       |  |
|  |                  |                               | 020              | Villa Mitre        | 0 (4)   |                  |                  |                  |  |  |            |            |            |  |  |       |       |       |  |
|  | 1                | Olimpo                        | 020              | Villa Mitre        | 0 (4)   | 1                |                  |                  |  |  |            |            |            |  |  |       |       |       |  |
|  | 1                | Olimpo                        |                  |                    |         |                  |                  |                  |  |  |            |            |            |  |  |       |       |       |  |
|  | 16               | Sansinena                     | 0                |                    |         |                  |                  |                  |  |  |            |            |            |  |  |       |       |       |  |
|  | 16               | Sansinena                     | 0                |                    | 1       | Olimpo           | 2                |                  |  |  |            |            |            |  |  |       |       |       |  |
|  |                  |                               |                  |                    | 1       | Olimpo           | 2                |                  |  |  |            |            |            |  |  |       |       |       |  |
|  |                  |                               | 080              | Independiente (C)  | 1       |                  |                  |                  |  |  |            |            |            |  |  |       |       |       |  |
|  | 8                | Independiente (C)             | 080              | Independiente (C)  | 1       | 01 (4)0          |                  |                  |  |  |            |            |            |  |  |       |       |       |  |
|  | 8                | Independiente (C)             |                  |                    |         |                  |                  |                  |  |  |            |            |            |  |  |       |       |       |  |
|  | 9                | Gimnasia y Tiro (S)           | 1 (3)            |                    |         |                  |                  |                  |  |  |            |            |            |  |  |       |       |       |  |
|  | 9                | Gimnasia y Tiro (S)           | 1 (3)            |                    | 1       | Olimpo           | 0 (2)            |                  |  |  |            |            |            |  |  |       |       |       |  |
|  |                  |                               |                  |                    |         |                  |                  |                  |  |  |            |            |            |  |  |       |       |       |  |
|  |                  |                               | 040              | Villa Mitre        | 00 (4)0 |                  |                  |                  |  |  |            |            |            |  |  |       |       |       |  |
|  | 4                | Villa Mitre                   | 040              | Villa Mitre        | 00 (4)0 | 4                |                  |                  |  |  |            |            |            |  |  |       |       |       |  |
|  | 4                | Villa Mitre                   |                  |                    |         |                  |                  |                  |  |  |            |            |            |  |  |       |       |       |  |
|  | 13               | Sportivo Belgrano             | 0                |                    |         |                  |                  |                  |  |  |            |            |            |  |  |       |       |       |  |
|  | 13               | Sportivo Belgrano             | 0                |                    | 4       | Villa Mitre      | 2                |                  |  |  |            |            |            |  |  |       |       |       |  |
|  |                  |                               |                  |                    | 4       | Villa Mitre      | 2                |                  |  |  |            |            |            |  |  |       |       |       |  |
|  |                  |                               | 5                | San Martín (F)     | 0       |                  |                  |                  |  |  |            |            |            |  |  |       |       |       |  |
|  | 5                | San Martín (F)                | 5                | San Martín (F)     | 0       | 1 (4)            |                  |                  |  |  |            |            |            |  |  |       |       |       |  |
|  | 5                | San Martín (F)                |                  |                    |         |                  |                  |                  |  |  |            |            |            |  |  |       |       |       |  |
|  | 12               | Sportivo Estudiantes (SL)     | 1 (1)            |                    |         |                  |                  |                  |  |  |            |            |            |  |  |       |       |       |  |

### Oitavas de final
| Chave | Equipe 1          | Resultado      | Equipe 2                     | Referência |
| ----- | ----------------- | -------------- | ---------------------------- | ---------- |
| O−1   | Olimpo            | 1 − 0          | Sansinena                    | TyC        |
| O−2   | Racing (C)        | 2 − 0          | Sportivo Las Parejas         | TyC        |
| O−3   | Sarmiento (R)     | 1 − 0          | Juventud Unida Universitario | TyC        |
| O−4   | Villa Mitre       | 4 − 0          | Sportivo Belgrano            | TyC        |
| O−5   | San Martín (F)    | 1 − 1 (4−1 p.) | Sportivo Estudiantes (SL)    | TyC        |
| O−6   | Ciudad de Bolívar | 2 − 0          | Douglas Haig                 | TyC        |
| O−7   | Central Norte (S) | 2 − 0          | Sol de Mayo                  | TyC        |
| O−8   | Independiente (C) | 1 − 1 (4−3 p.) | Gimnasia y Tiro (S)          | TyC        |

### Quartas de final
| Chave | Equipe 1      | Resultado      | Equipe 2          | Referência |
| ----- | ------------- | -------------- | ----------------- | ---------- |
| C−1   | Olimpo        | 2 − 1          | Independiente (C) | TyC        |
| C−2   | Racing (C)    | 1 − 0          | Central Norte (S) | TyC        |
| C−3   | Sarmiento (R) | 0 − 0 (5−4 p.) | Ciudad de Bolívar | TyC        |
| C−4   | Villa Mitre   | 2 − 0          | San Martín (F)    | TyC        |

### Semifinal
| Chave | Equipe 1   | Resultado      | Equipe 2      | Referência |
| ----- | ---------- | -------------- | ------------- | ---------- |
| S−1   | Olimpo     | 0 − 0 (2−4 p.) | Villa Mitre   | TyC        |
| S−2   | Racing (C) | 2 − 0          | Sarmiento (R) | TyC        |

### Final
| Chave | Equipe 1   | Resultado      | Equipe 2    | Referência |
| ----- | ---------- | -------------- | ----------- | ---------- |
|       | Racing (C) | 0 − 0 (5−4 p.) | Villa Mitre | TyC        |

## Premiação
| Campeonato Argentino de Futebol de 2022 Torneo Federal A de 2022        |
| Córdoba (província da Argentina)                                        |
| ----------------------------------------------------------------------- |
| Club Atlético Racing de Córdoba Campeão (1º título do Torneo Federal A) |